# Церковь Девы Марии (Гданьск)
Костёл Святой Марии или Базилика Вознесения Пресвятой Девы Марии (пол. Bazylika konkatedralna Wniebowzięcia Najświętszej Marii Panny w Gdańsku сокращённо пол. Bazylika Mariacka, нем. Marienkirche) — костёл в Гданьске (Польша), который местные жители считают крупнейшей кирпичной церковью в мире.
Длина здания — 105 м, ширина — 41 м (с трансептом 66 м), высота сводов 29 м, объём — 185 000—190 000 м³, внутри церкви могло находиться до 25 тысяч человек.

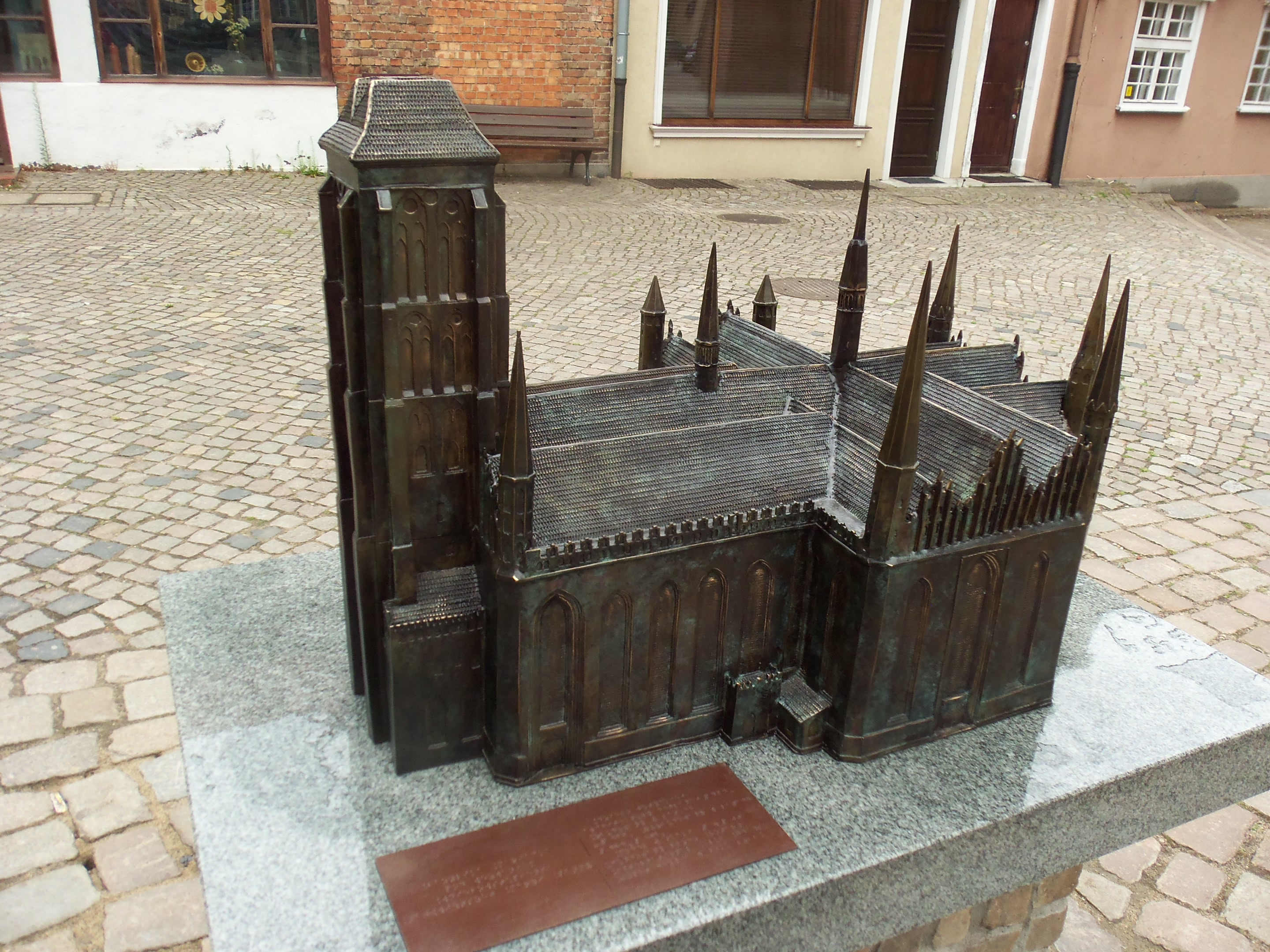
Макет костёла Пресвятой Девы Марии, размещённый перед входом в церковь

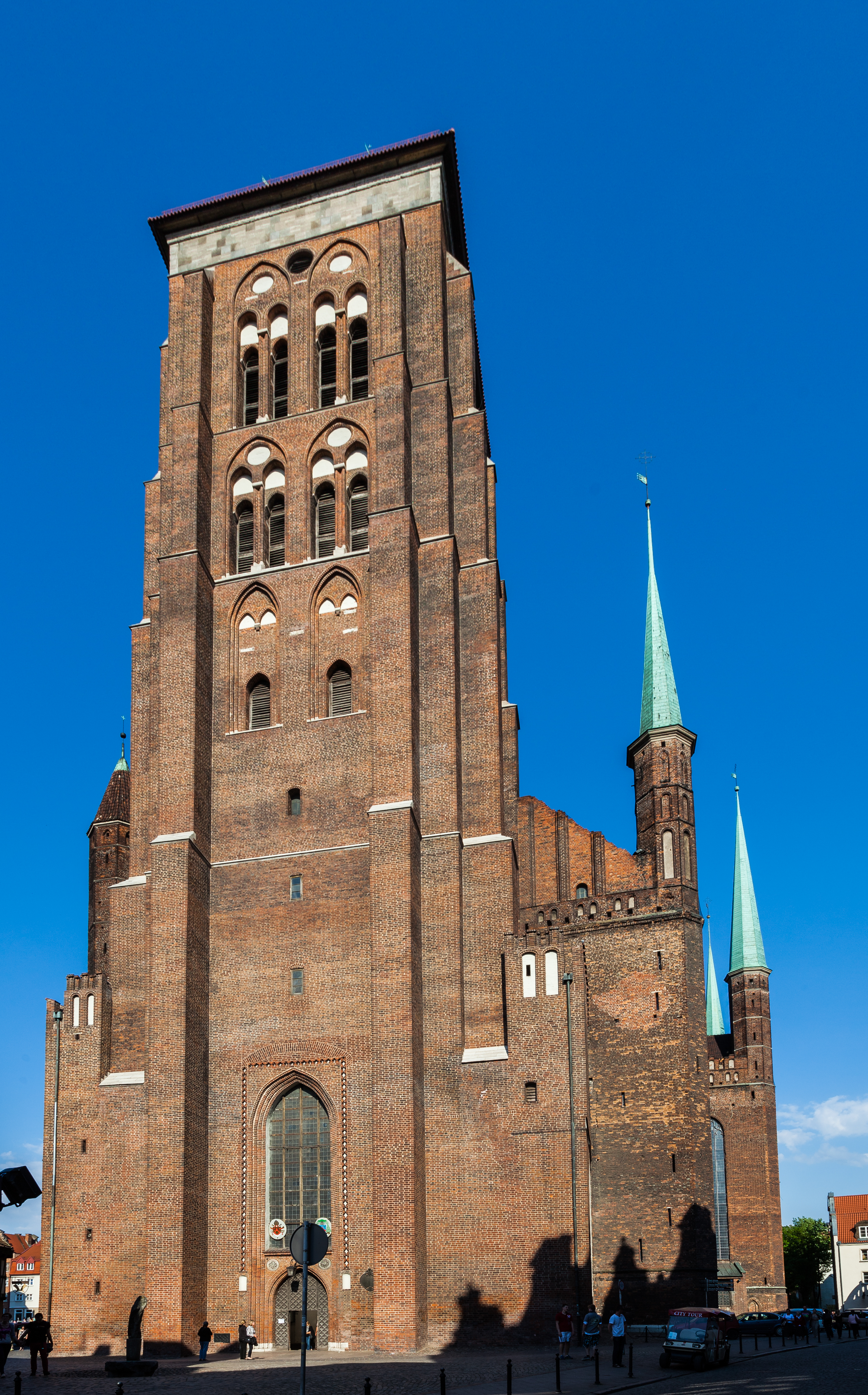
Внешний вид

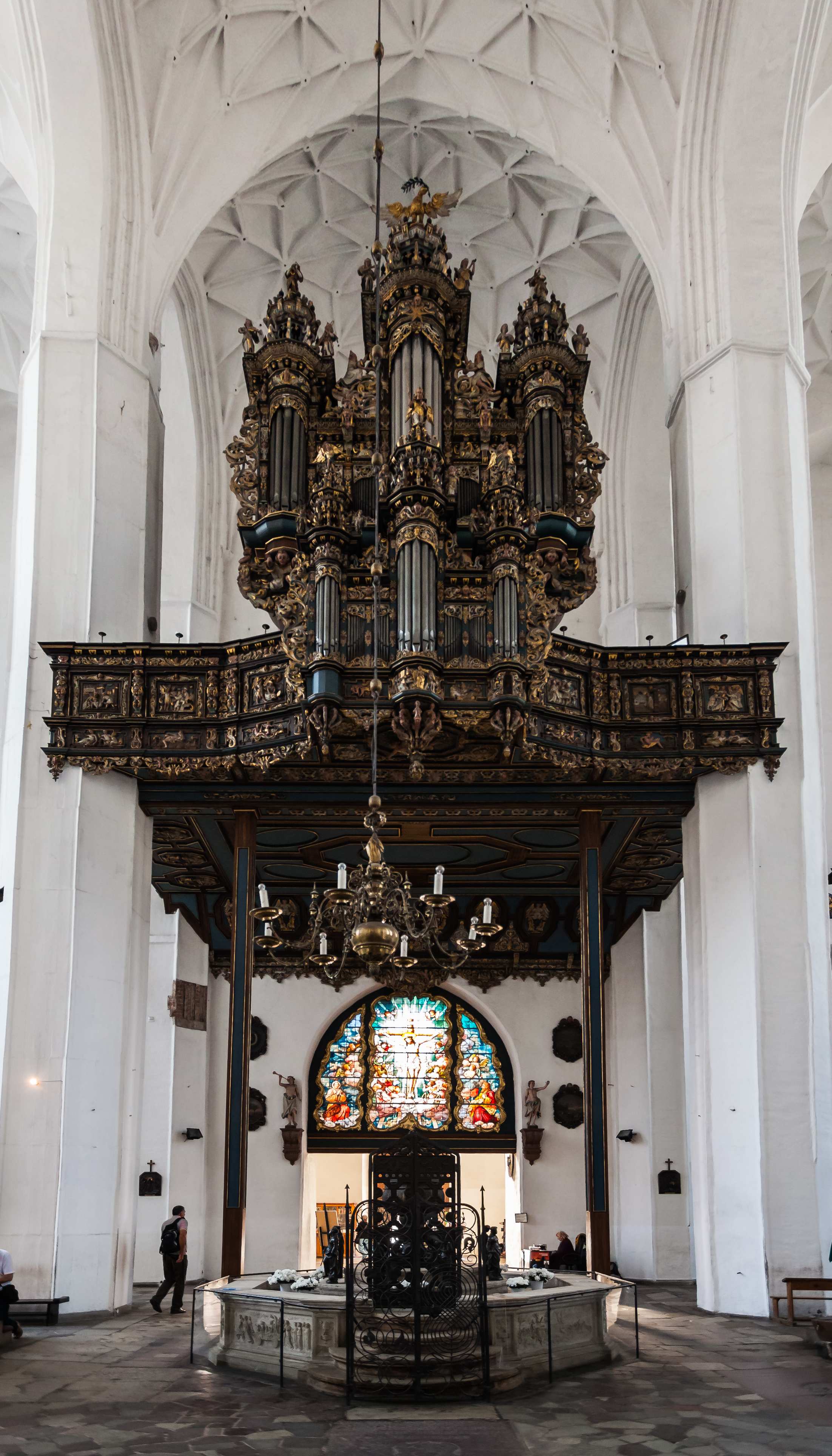
Орган внутри церкви

## История
Церковь построена в XIII—XVI веках в строгом готическом стиле и является ярким образцом кирпичной готики.
До 1945 года это была крупнейшая лютеранская церковь мира. В 1945 году при боях за Гданьск зданию был нанесён ущерб, обвалилась часть сводов.
После Второй мировой войны началась реконструкция костёла, в 1947 году была восстановлена крыша, некоторые своды были восстановлены в бетоне. В 1955 году церковь была заново освящена и вновь стала католической, а в 1965 году, буллой Папы Римского, костёл стал базиликой.
В церкви традиционно находился триптих «Страшный суд» Ханса Мемлинга.